# Громиков, Михаил Яковлевич
Михаил Яковлевич Громиков — советский хозяйственный, государственный и политический деятель, Герой Социалистического Труда.

## Биография
Родился в 1912 году на хуторе Лопатин. Член КПСС с 1938 года.
С 1926 года — на хозяйственной, общественной и политической работе. В 1926—1992 гг. — крестьянин, сельский учитель, инструктор политотдела машинно-тракторной станции, в Красной Армии по мобилизации, участник Великой Отечественной войны, заместитель председателя, председатель колхоза «Союз четырёх хуторов», председатель колхоза «Заветы Ленина» Новокубанского района Краснодарского края.
Указом Президиума Верховного Совета СССР от 22 марта 1966 года присвоено звание Героя Социалистического Труда с вручением ордена Ленина и золотой медали «Серп и Молот».
Умер в 1995 году.